# Carlos Cardet

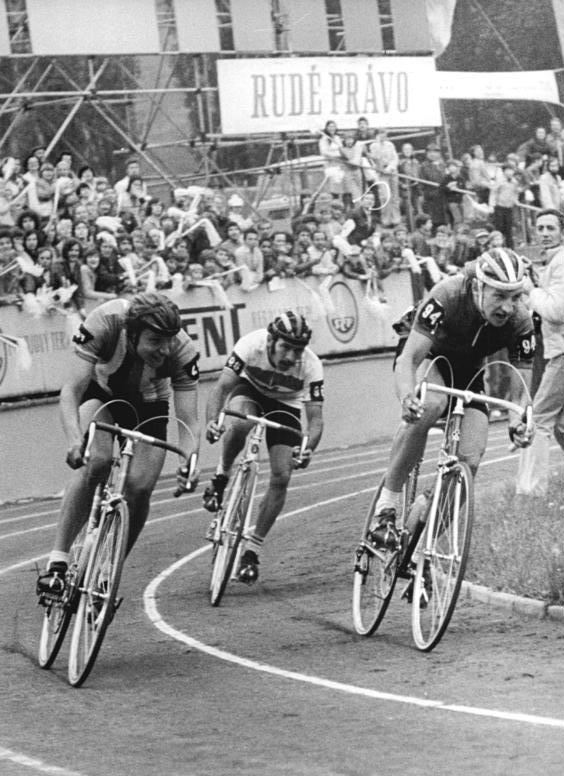
Cardet (Mitte) bei der Internationalen Friedensfahrt 1977 (11. Etappe), mit Wladimir Ossokin (links) und Jiří Škoda (rechts)

Carlos Cardet Llorente (* 6. März 1951 in Havanna) ist ein ehemaliger kubanischer Radrennfahrer.
Sein größter Erfolg war der Sieg im Straßenrennen der Panamerikanischen Spiele von 1979 in San Juan (Puerto Rico). 1976 und 1980 war er Olympiateilnehmer. 1974 gewann er die nationale Meisterschaft im Straßenrennen der Männer. 1979 gewann er das Straßenrennen der Männer bei den Panamerikanischen Spielen.

## Sportliche Erfolge
| Jahr | Erfolg      | Erfolg                | Rennen                          |
| ---- | ----------- | --------------------- | ------------------------------- |
| 1971 | Sieger      | Bergwertung           | Kuba-Rundfahrt                  |
| 1974 | Sieger      | Gesamtwertung         | Kuba-Rundfahrt                  |
| 1975 | 3.          | Einzelzeitfahren      | Panamerikanische Spiele, Straße |
| 1975 | 2.          | Mannschaftszeitfahren | Panamerikanische Spiele, Straße |
| 1976 | 14.         | Einzelzeitfahren      | Olympische Spiele, Straße       |
| 1976 | 14.         | Mannschaftszeitfahren | Olympische Spiele, Straße       |
| 1977 | Sieger      | Gesamtwertung         | Kuba-Rundfahrt                  |
| 1977 | Sieger      | Bergwertung           | Kuba-Rundfahrt                  |
| 1977 | 2.          | 11. Etappe            | Friedensfahrt                   |
| 1978 | 3.          | Gesamtwertung         | Kuba-Rundfahrt                  |
| 1978 | Sieger      | 5. Etappe             | Friedensfahrt                   |
| 1979 | Sieger      | Einzelzeitfahren      | Panamerikanische Spiele, Straße |
| 1979 | 2.          | Mannschaftszeitfahren | Panamerikanische Spiele         |
| 1979 | Sieger      | Gesamtwertung         | Kuba-Rundfahrt                  |
| 1980 | Abgebrochen | Abgebrochen           | Olympische Spiele               |